# Butte Falls
Butte Falls è una città degli Stati Uniti d'America situata nell'Oregon, nella Contea di Jackson.